# 纪念碑谷3
《纪念碑谷3》是一款由Ustwo开发的益智游戏，2024年12月10日在Netflix上推出，2025年7月在Steam、任天堂Switch 2、Xbox Series X/S、PlayStation 5上推出。它是《纪念碑谷2》的续作。在Metacritic上，《纪念碑谷3》获得了71分（满分100分）。